# Fernando Sánchez Polack
Fernando Sánchez Polack (* 11. August 1920 in Valencia; † 24. Januar 1982 in Madrid) war ein spanischer Schauspieler.

## Leben
Sánchez Polack, Bruder des Komikers Luis Sánchez Polack, arbeitete nach dem Krieg beim Radio und begann 1959 mit einer langen Reihe von Auftritten als Nebendarsteller in spanischen Filmen, zuerst vor allem in Dramen, später in zahlreichen Italowestern. Daneben spielte er jedoch auch in Filmen von Carlos Saura – wie in seiner wohl bekanntesten Rolle aus Die Jagd, 1966 – und Helma Sanders-Brahms. Gegen Ende der 1970er Jahre nahm er auch Angebote des Fernsehens wahr und war in einer Reihe spanischer Telenovelas bis zu seinem Tode zu sehen. Regisseure schätzten seine Professionalität und sein sicheres Auftreten.
Sánchez Polacks Name wurde in vielen verschiedenen Versionen wiedergegeben.

## Filmografie (Auswahl)
- 1959: Los tramposos
- 1964: Cordoba (Llanto por un bandido)
- 1965: Der Sohn von Jesse James (El hijo de Jesse James)
- 1966: Die Jagd (La caza)
- 1966: Mountains (Mestizo)
- 1966: Ohne Dollar keinen Sarg (El precio de un hombre)
- 1967: Pfefferminz Frappe (Peppermint Frappé)
- 1967: El amor brujo
- 1968: Pagò cara su muerte
- 1969: 20.000 dólares por un cadáver
- 1970: Eifersucht auf italienisch (Dramma della gelosia)
- 1972: Cannibal Man (La semana del asesino)
- 1973: Verflucht dies Amerika